# 5001 EMP
5001 EMP (Provisorisk beteckning: 1987 SB1) är en asteroid i asteroidbältet, upptäckt 19 september 1987 av den amerikanske astronomen Edward L.G. Bowell vid Anderson Mesa, Arizona, USA. Asteroiden har fått sitt namn efter Ehfemeridy Malykh Planet, en publikation utgiven i Sankt Petersburg som sedan 1948 publicerat banelementen för mindre himlakroppar.
Den tillhör asteroidgruppen Eunomia.